# River Island
River Island är en ö i territoriet Falklandsöarna (Storbritannien). Den ligger i den nordvästra delen av landet. Arean är 5,6 kvadratkilometer.
Terrängen på River Island är mycket platt. Öns högsta punkt är 19 meter över havet. Ön sträcker sig 2,5 kilometer i nord-sydlig riktning, och 3,6 kilometer i öst-västlig riktning. På ön finns hed.